# Rutka Pachuckich
Rutka Pachuckich – osada leśna w Polsce położona w województwie podlaskim, w powiecie sejneńskim, w gminie Krasnopol. 
Leży nad rzeką Marychą. W pobliżu miejscowości znajduje się rezerwat ścisły Ostoja Bobrów Marycha.
W latach 1975–1998 miejscowość administracyjnie należała do województwa suwalskiego.